# Tolminc
Tolminc je slovenski trdi sir, z zaščitenim geografskim poreklom, narejen na območju Zgornjega Posočja.

## Značilnosti
Premer okroglih hlebcev, Tolminci jih imenujejo kola,  visokih 8 do 9 cm, je 23 do 27 cm. Teža hlebca, z ozirom na velikost, varira med 3,5 in 5 kg. Skorja Tolminca  je slamnato rumenkaste barve, čvrsta, gladka. Testo je rumenkaste barve, elastično, povezano, z redkimi enakomerno razporejenimi očesi, velikosti leče ali graha. Vonj sira je značilen in čist, okus pa sladko pikanten.

## Zgodovina
Izdelava sira tolminca v Zgornjem Posočju ima več kot 700-letno tradicijo, skupaj z začetki pašništva
v visokogorskih planinah, ko je bilo sirarstvo edini način konzerviranja mleka.
Prvi zapisi o njem segajo v 13. stoletje, ko je bil sir v zapisih naveden kot enota naturalnega plačilnega sredstva za dajatve fevdalcem. 12. aprila 1756 je bil kot Formaggio di Tolmino - tolminski sir, zapisan na ceniku sirov v mestu Videm, katerega original hrani državni arhiv v Vidmu.   Leta 1891 je na Tolminskem delovalo 18 mlekarskih in planšarskih zadrug, z glavno dejavnostjo predelavo mleka v sir in maslo ter prodajo mlečnih izdelkov, zlasti v Gorico, Čedad in Trst,  katerih nadaljnji razvoj pa je zapečatila 
prva svetovna vojna.
K njegovi kakovosti so veliko prispevali različni sirarski mojstri, ki so proti koncu 19. stoletja
pod okriljem Kmetijskega društva v Gorici prihajali na Tolminsko in učili domačine sodobnih sirarskih
tehnologij. Med njimi naj omenimo predvsem Švicarja Tomaža Hitza.

## Proizvodnja
Tolminc izdelujejo iz surovega polnomastnega kravjega mleka, industrijsko pa iz toplotno obdelanega mleka. Tehnologija je povzeta po italijanskem siru Montasio.
Tolminski sir zorijo najmanj 60 dni, lahko pa tudi eno leto ali več. 
Pridelava krme, prireja mleka in vsi tehnološki postopki morajo potekati na območju Zgornjega Posočja.
Planinske sirarne v Zgornjem Posočju veljajo za posebnost v slovenskem prostoru, saj se na teh planinah predela večji del mleka, pridelanega in predelanega na slovenskih planinskih pašnikih.

### Zaščita označbe porekla
Originalni sir Tolminc se označuje tudi s pripadajočim znakom Skupnosti za živilo z zaščiteno označbo porekla, ter z nacionalnim simbolom kakovosti.

## Gastronomija
Tolminc je odličen za narezke, tradicionalno ga uporabljajo pri pripravi frike, dobro zorjen pa je odličen tudi v omakah.